# Dawid Aschotowitsch Sarkisjan
Dawid Aschotowitsch Sarkisjan (russisch Давид Ашотович Саркисян; * 23. September 1947 in Jerewan; † 7. Januar 2010 in München) war ein russischer Museumsdirektor.
Nach Studium und Arbeit als Physiologe wandte Sarkisjan sich in den 1980er Jahren dem Filmgeschäft zu. Er drehte Fernsehfilme und Dokumentationen und veröffentlichte Filmkritiken. Am 1. Januar 2000 übernahm er die Leitung des Staatlichen A. W. Schtschussew-Museums für Architektur in Moskau.